# Казьмина, Наталья Юрьевна
Наталья Юрьевна Казьмина (7 мая 1956, Тбилиси — 26 ноября 2011, Москва) — российский театральный критик, театровед, автор статей о современном театре. В 1978 году окончила факультет журналистики МГУ. Член Союза журналистов России с марта 1985 года и член Союза театральных деятелей России с 1989. Обозреватель интернет-портала «Культура». http://www.kultura-portal.ru/. Архивировано 11 июля 2012 года.
Старший научный сотрудник отдела театра Государственного института искусствознания (ГИИ).
Заслуженный деятель искусств Чеченской Республики (2005)
Заведующая литературной частью театра Эрмитаж  Архивная копия от 12 декабря 2011 на Wayback Machine с 2008 по 2011 год.
С 1977 по 1994 год и с 2000 по 2008 год работала в журнале «Театр». В 1994 году заместитель главного редактора журнала «Театр».
С 2006 редактор сборников «Вопросы театра / Proscienium» (ГИИ). Ответственный редактор журнала «Вопросы театра».

До последних дней жизни работала над книгой «О жизни вдвоём двух режиссёров Камы Гинкаса и Генриетты Яновской» и над фотоальбомом в двух томах «Век почти-что прожит…» (Вахтанговская школа, 1914—2004).
Прощание прошло 30 ноября 2011 года в театре «Эрмитаж». Похоронена Наталья Юрьевна Казьмина в Москве на Богородском кладбище.
В первую годовщину смерти — 26 ноября 2012 года, в Театре имени Вахтангова состоялась презентация книги «Здравствуй и прощай» театр в портретах и диалогах, в которой собраны статьи Натальи Юрьевны, посвященные театральной жизни последней четверти века. Архивная копия от 2 февраля 2018 на Wayback Machine  Архивная копия от 23 ноября 2012 на Wayback Machine

## Творчество
Печаталась в журналах:
- Театр
- Вестник Европы;
- Театральная жизнь;
- Современная драматургия;
- Планета Красота;
- Знамя;
- Русский журнал;
- Вопросы театра;
- Театральная афиша.

Печаталась в газетах:
- Московские новости;
- Культура;
- Общая газета;
- ДА (Дом Актёра);
- Экран и сцена;
- Труд;
- Первое сентября.

Автор-составитель:
- книги «М. И. Туманишвили. Введение в режиссуру» («Школа драматического искусства», 2003) — рецензия Архивная копия от 4 марта 2016 на Wayback Machine;
- книги «Вахтанговская театральная школа» (2011);
- книги «Моя дырявая память» (2003), Ф. Чеханков;
- книги «Моя профессия Дон Кихот» (2005), В. Зельдин;
- журнала «Театральная жизнь», посвященного А.Васильеву (2003, № 7)

Автор и ведущая вечеров Центрального дома актёра им. А. А. Яблочкиной.
- «Был такой театр»;
- Вечер Михаила Ульянова;
- Вечер Валентины Бродской;
- Вечер Виты Севрюковой «Потайной шов».

## Почётные звания и награды
- Лауреат премии им. А. Р. Кугеля (2003);
- Заслуженный деятель искусств Чеченской Республики (2005).